# 西嶼庄
西嶼庄為臺灣日治時期1920年至1945年間存在之行政區，1920年轄屬高雄州澎湖郡，1926年澎湖郡脫離高雄州獨立為澎湖廳，轄屬澎湖廳馬公支廳。今澎湖縣西嶼鄉。

## 行政區劃
西嶼庄原屬西嶼澚之小池角鄉、大池角鄉、二崁鄉、竹篙灣鄉、橫礁鄉、合界頭鄉、緝馬灣鄉、內垵鄉、外垵鄉。上述地區在1901年11月隸屬澎湖廳小池角支廳，在1915年2月27日公告改隸澎湖廳直轄。在1920年10月1日，上述地區被劃為高雄州澎湖郡「西嶼庄」，轄域內分為小池角、大池角、二崁、竹篙灣、橫礁、合界頭、緝馬灣、內垵、外垵九個大字。1926年7月1日，澎湖郡被廢止改為澎湖廳，西嶼庄隸屬澎湖廳馬公支廳。

## 長
- 楊棋：1920年~1929年[3]
- 鍾鮔
- 西田源一

## 設施
- 西嶼庄役場
- 高雄稅關漁翁島監視署（澎湖縣縣定古蹟）
- 小池角公學校→小池角國民學校（今池東國小）
- 竹篙灣公學校→竹篙灣國民學校（今竹灣國小）
- 內垵公學校→內垵國民學校（今內垵國小）